# Japanse goudlarix
De Japanse goudlariks (Pseudolarix amabilis, synoniem: Pseudolarix kaempferi) is een boom, die behoort tot de dennenfamilie (Pinaceae). Het is de enige soort in het geslacht Pseudolarix, een zogeheten monotypisch geslacht. De boom komt van nature voor in kleine gebieden in de bergen in het oosten van China op 100-1500 m hoogte. Het betreft Zuid-Anhui, Zhejiang, Fujian, Jiangxi, Hunan, Hubei en Oost-Sichuan. De boom wordt in Nederland als sierboom aangeplant.
De boom wordt 30-40 m hoog en is in de winter kaal. De boom vormt korte en lange scheuten. De heldergroene, 3-6 cm lange en 2-3 mm brede, in spiralen staande naalden hebben aan de onderkant twee grijze strepen bestaande uit huidmondjes. In de herfst verkleuren de naalden naar goudgeel, vandaar de naam goudlariks.
De Japanse goudlariks bloeit in mei met afzonderlijke mannelijke en vrouwelijke kegels. De kegel is 4-7 cm lang en 4-6 cm breed en heeft puntige driehoekige schubben. Zeven maanden na de bestuiving vallen de vrouwelijke kegels uit elkaar waarbij de gevleugelde zaden vrijkomen.

## Namen in andere talen
- Duits: Goldlärche
- Engels: Golden Larch
- Frans: Faux mélèze, Mélèze doré de Chine

1. ↑  (en) Japanse goudlariks op de IUCN Red List of Threatened Species.